# Musonius Rufus
Gaius Musonius Rufus (en grec ancien : Μουσώνιος Ῥοῦφος) est un philosophe stoïcien romain du Ier siècle apr. J.-C. Il enseigna la philosophie à Rome sous le règne de Néron, en conséquence de quoi, il fut exilé en 65 apr. J.-C., pour ne revenir à Rome que sous le règne de Galba. Il fut autorisé à y rester alors que Vespasien avait banni tous les autres philosophes de la ville en 71 apr. J.-C., mais fut finalement banni à son tour, ne revenant qu'après la mort de l'empereur. Une collection d'extraits de ses conférences nous est parvenue. Il est également connu pour être le maître d'Épictète.

## Famille
Musonius Rufus naît vers 20 ou 30 apr. J.-C. à Volsinies (l'actuelle Bolsena), en Étrurie. Il est le fils d'un chevalier romain local du nom de Capito. On lui connaît une fille nommée Musonia qui a épousé l'écrivain philosophe d'origine Syrienne Artemidore de Daldis. Selon Christian Settipani, il a aussi probablement un fils (Musonius), qui épouse la fille de Caesius Bassus, ils ont probablement comme descendant un certain Caius Rufius Festus, chevalier romain de Volsinies au IIe siècle qui prétend être le descendant de Musonius Rufus.

## Biographie
Déjà célèbre à l'époque de Néron, il enseigne la philosophie stoïcienne. Quand Gaius Rubellius Plautus est banni par Néron en 60, il le suit en exil. Il revient à Rome après la mort de Plaute en 62, mais ses enseignements le rendent suspect aux yeux de l'empereur. Accusé d'avoir participé à la conjuration de Pison, il est exilé à l'île de Gyaros en 65.
Il ne revient que sous le règne de Galba en 68. En 69, lorsqu'il apprend que Marcus Antonius Primus, le général de Vespasien, est en marche sur Rome, il rejoint les ambassadeurs envoyés par Vitellius au général victorieux, et se rend parmi les soldats de ce dernier pour prêcher sur les bienfaits de la paix et les dangers de la guerre, mais est arrêté. Lorsque le parti de Vitellius prend le dessus, Musonius demande et obtient la condamnation de Publius Egnatius Celer, le philosophe stoïcien qui avait fait condamner Barea Soranus.
C'est peut-être à cette époque que Musonius prend pour élève Épictète. Musonius a été très estimé à Rome et Vespasien lui a permis de rester quand les autres philosophes ont été bannis de la ville en 71, mais il est exilé à son tour (peut-être vers 75 apr. J.-C.), ne revenant qu'après la mort de Vespasien en 79. Quant à son décès, nous savons seulement qu'il est mort avant 101 apr. J.-C., lorsque Pline l'Ancien en parle à son beau-fils, le philosophe syrien Artémidore de Daldis (fl. 101), mari de sa fille Musonia. Leur fille aurait marié un Rufius, qui serait fils d'un Rufius et d'une fille de Gaius Caesius Bassus.

## Œuvre
La Souda affirme qu'il y a « des discours sur la philosophie qui portent son nom » et mentionne des lettres à Apollonios de Tyane. Les lettres qui ont survécu ne sont certainement pas authentiques. On ignore si Musonius a jamais écrit. Ses opinions philosophiques ont été recueillies par deux de ses élèves. Une collection de Discours, par un certain Lucius, forment la base des 21 longs extraits (écrits en grec) conservés par Jean Stobée. Une deuxième collection compilée par un certain Pollion a été perdue, mais quelques fragments subsistent dans des citations d'auteurs plus tardifs.
Les titres des 21 discours qui nous sont parvenus sont les suivants :
1. Qu'il n'est pas nécessaire de donner des preuves trop nombreuses pour un problème
2. Que l'homme naît avec un penchant pour la vertu
3. Que les femmes devraient elles aussi étudier la philosophie
4. Les filles devraient-elle recevoir la même éducation que les fils ?
5. Quel est le plus efficace, la théorie ou la pratique ?
6. Sur la formation
7. Que l'on doit mépriser les difficultés
8. Que les rois devraient également étudier la philosophie
9. Que l'exil n'est pas un mal
10. Le philosophe poursuit-il toute personne qui lui a causé un préjudice ?
11. Quels sont les moyens de subsistance appropriés pour un philosophe ?
12. Sur le relâchement sexuel
13. Quelle est la fin principale du mariage ?
14. Est-ce que le mariage est un handicap pour la poursuite de la philosophie ?
15. Chaque enfant qui naît doit-il être élevé ?
16. Doit-on obéir à ses parents en toutes circonstances ?
17. Quel est le meilleur viatique pour la vieillesse ?
18. Sur l'alimentation
19. Sur les vêtements et les abris
20. Sur le mobilier
21. Sur la coupe des cheveux

## Philosophie

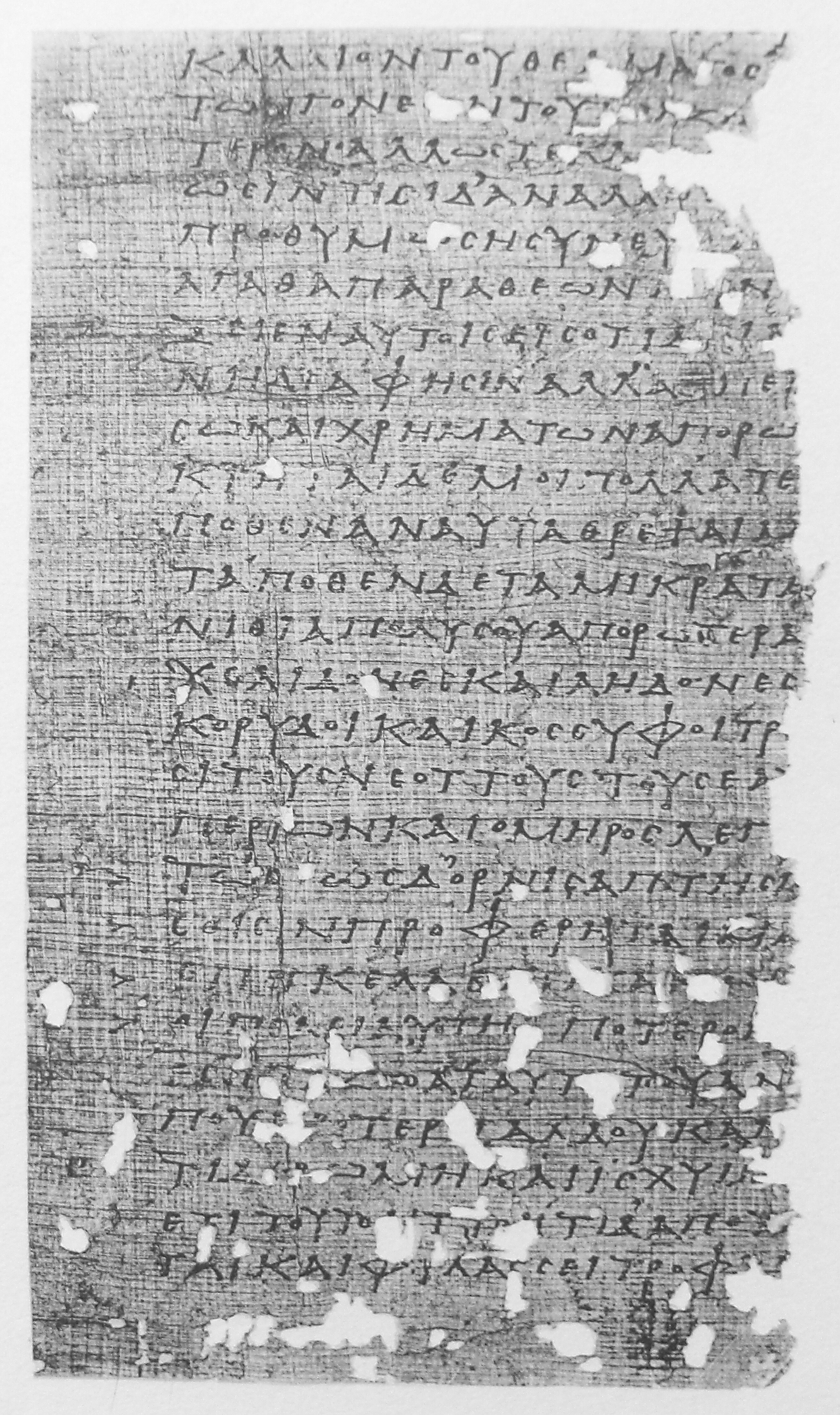
Fragment de papyrus montrant une section du discours 15 de Musonius Rufus, IIIe siècle.

Sa philosophie, qui est à bien des égards identique à celle de son élève Épictète, est marquée par sa tendance pratique forte. Pour lui, la philosophie, dont il voulait que chacun la cultive, n'est pas une simple question de mots, d'enseignement ou d'école, mais une quête que tout le monde peut (et devrait), par ses propres réflexions et pratiques, poursuivre pour soi-même. Il estime qu'être un philosophe, ce n'est pas porter le manteau du philosophe, laisser pousser ses cheveux et se retirer de la société pour vivre en ermite à la manière d'un Pythagore. Dans le même temps, il est convaincu de la puissance de la philosophie sur l'esprit des gens, c'est par elle qu'il espère guérir toute la corruption de l'esprit humain. Sa philosophie consiste à définir les règles régissant la conduite quotidienne ; toute connaissance doit être utile à l'action. Il ne rejette pas la logique : c'est le signe d'un esprit faible de refuser d'examiner les problèmes qui le laissent perplexe et en même temps, il exprime son dégoût de la multitude des dogmes qui a alimenté la vanité des sophistes.
Faisant peu de cas des doctrines physiques des stoïciens, il affirme que les dieux savent tout sans avoir besoin de raisonnements car pour eux rien ne peut être obscur ou inconnu. Il considère l'âme humaine comme semblable aux dieux, mais il est d'accord avec les autres stoïciens pour dire que l'âme est matérielle et que, après avoir été corrompue par l'influence du corps, elle peut être à nouveau purifiée et nettoyée. La liberté de l'âme rationnelle (en grec : διάνοια) est quelque chose qu'il a fortement affirmé. Musonius accorde une plus grande attention à l'éthique qu'à la logique ou la physique car il considère que la philosophie n'est rien d'autre que d'une recherche et la pratique de ce qui est obligatoire. Elle n'est que la poursuite d'une vie vertueuse. Il estime que toute personne, homme comme femme, doit cultiver la philosophie comme la route la plus sûre vers la vertu.
Il convient qu'il est facile de suivre sa propre nature et que le seul véritable obstacle que l'on peut trouver à une vie vraiment morale sont les préjugés dont l'esprit est rempli depuis l'enfance et les mauvaises habitudes confirmées par la pratique. Ainsi, il considère la philosophie comme art de la guérison mentale et insiste beaucoup sur la pratique de la vertu, préférant la pratique au précepte. Il distingue deux types de pratiques : l'exercice de l'esprit dans la réflexion, et l'adoption de bonnes règles de vie et l'endurance des douleurs physiques qui affectent à la fois l'âme et le corps. Il combat l'égoïsme et en ce qui concerne le mariage il le considère non seulement comme un accomplissement et un acte naturel, mais aussi comme la base du principe de la famille et de l'État et un impératif pour la préservation de la race humaine tout entière.
Il proteste avec zèle contre l'acte de l'infanticide considéré alors comme anodin qu'il décrit comme une coutume contre nature et à chaque occasion recommande la pratique de la bienveillance. Ses préceptes pour une vie simple sont soigneusement détaillés et il donne des règles précises pour l'alimentation, les soins du corps, les vêtements et même l'ameublement. Ainsi, il recommande que les cheveux soient laissés relativement long et de ne surtout pas les couper trop près ; il encourage également le port de la barbe sur la base que les poils ont été fournis par la nature pour couvrir le corps. Il interdit formellement la viande et préfère la nourriture qui est fournie et offerte par la nature de celle qui exige l'Art culinaire.
Musonius Rufus soutenait que parce que les femmes ont reçu la même faculté de raison que les hommes, elles doivent être formées à la philosophie tout comme eux.

### Éditions
- Musonius Rufus. Entretiens et fragments, éd. et trad. A. Jagu, Hilsdeheim, Georg Olms Verlag, 1979  (ISBN 9783487066288)
- Deux prédicateurs de l'Antiquité : Télès et Musonius, trad. André-Jean Festugière, J. Vrin, Paris, 1978  (ISBN 9782711606979)

### Littérature secondaire
- Christian Settipani, Continuité gentilice et Continuité familiale dans les familles sénatoriales romaines à l'époque impériale, Linacre College, Oxford University, coll. « Prosopographica & Genealogica », 2000, 597 p. (ISBN 1-900934-02-7)

- (en) Cet article est partiellement ou en totalité issu de l’article de Wikipédia en anglais intitulé « Gaius Musonius Rufus » (voir la liste des auteurs).